# Anke Scholz
Pour les articles homonymes, voir Scholz.
Anke Scholz, née le 25 novembre 1978 à Berlin, est une nageuse allemande.

## Biographie
Aux Jeux olympiques d'été de 1996 à Atlanta, Anke Scholz est médaillée d'argent olympique sur le relais 4x200 mètres nage libre, quatrième sur 200 mètres dos et dixième du 100 mètres dos.